# Аццопарди, Марио Филип
Марио Филип Аццопарди (мальт. Mario Philip Azzopardi; род. 9 ноября 1950, Сиггиеви, Мальта) — мальтийский и канадский режиссёр кино, театра и телевидения.

## Биография
Марио Филип Аццопарди родился 9 ноября 1950 года в городе Сиггиеви на Мальте. В 1971 году, будучи студентом Мальтийского университета, снял фильм «Il-Gaġġa» (экранизацию одноимённого произведения Франса Саммута), который стал первым фильмом, снятом на мальтийском языке.
В конце 1970-х эмигрировал в Канаду.
В 1999 году работал над сериалом «Вспомнить всё 2070», сняв, в том числе, пилотный эпизод.
В 2002 году состоялась премьера нового фильма Аццопарди — «Дикий Мессия». Фильм, основанный на реальных событиях, получил три премии «Джини» и собрал в прокате 666 850 долларов. Летом того же года был занят на съёмках телесериала «Динотопия» в Венгрии.

## Фильмография
| Год         | Название на русском                | Название на английском                       | Работа                 |
| ----------- | ---------------------------------- | -------------------------------------------- | ---------------------- |
| 1981 — 1984 | «Маленький бродяга»                | The Littlest Hobo                            | режиссёр (20 эпизодов) |
| 1985 — 1989 | «Ночная жара»                      | Night Heat                                   | режиссёр (23 эпизода)  |
| 1987        | «Капитан Пауэр и солдаты будущего» | Captain Power and the Soldiers of the Future | режиссёр (2 эпизода)   |
| 1989        | «Умник»                            | Wiseguy                                      | режиссёр (1 эпизод)    |
| 1989 — 1990 | «Телевизионная служба новостей»    | E.N.G.                                       | режиссёр (3 эпизода)   |
| 1990 — 1991 | «Флэш»                             | The Flash                                    | режиссёр (4 эпизода)   |
| 1991 — 1992 | «Тропическая жара»                 | Tropical Heat                                | режиссёр (11 эпизодов) |
| 1994        | «Кобра»                            | Cobra                                        | режиссёр (2 эпизода)   |
| 1994        | «Робокоп»                          | RoboCop                                      | режиссёр (2 эпизода)   |
| 1994 — 1995 | «Горец»                            | Highlander                                   | режиссёр (5 эпизодов)  |
| 1995        | «Скользящие»                       | Sliders                                      | режиссёр (2 эпизода)   |
| 1995 — 2001 | «За гранью возможного»             | The Outer Limits                             | режиссёр (21 эпизод)   |
| 1996        | «Полтергейст: Наследие»            | Poltergeist: The Legacy                      | режиссёр (1 эпизод)    |
| 1997 — 1998 | «Звёздные врата: SG-1»             | Stargate SG-1                                | режиссёр (5 эпизодов)  |
| 1998        | «Собиратель костей»                | Bone Daddy                                   | режиссёр               |
| 1999        | «Вспомнить всё 2070»               | Total Recall 2070                            | режиссёр (5 эпизодов)  |
| 2002        | «Дикий Мессия»                     | Savage Messiah'                              | режиссёр               |
| 2002 — 2003 | «Динотопия»                        | Dinotopia                                    | режиссёр (5 эпизодов)  |
| 2009        | «Настоящий Арон Стоун»             | Aaron Stone                                  | режиссёр (1 эпизод)    |
| 2009 — 2010 | «Деграсси: Следующее поколение»    | Degrassi: The Next Generation                | режиссёр (6 эпизодов)  |